# (7101) Haritina
(7101) Haritina  es un asteroide perteneciente al cinturón de asteroides, descubierto el 17 de octubre de 1930 por Clyde Tombaugh desde el Observatorio Lowell, en Estados Unidos.

## Designación y nombre
Haritina se designó inicialmente como 1930 UX.
Más adelante fue Nombrado en honor a Ioana Haritina Mogosanu (n. 1973), divulgadora de la astronomía y presentadora de planetarios en el Observatorio Carter de Nueva Zelanda.

## Características orbitales
Haritina orbita a una distancia media del Sol de 2,300 ua, pudiendo acercarse hasta 1,832 ua y alejarse hasta 2,768 ua. Tiene una excentricidad de 0,204 y una inclinación orbital de 4,729° grados. Emplea en completar una órbita alrededor del Sol 1274,06 días.

## Características físicas
Su magnitud absoluta es 14,20. Tiene 2,983 km de diámetro. Su albedo se estima en 0,599.